# Вукобер
Вукобе́р (рос. Вукобер) — присілок в Ігринському районі Удмуртії, Росія.

## Населення
Населення — 9 осіб (2010; 16 в 2002).
Національний склад станом на 2002 рік:
- удмурти — 75 %

## Урбаноніми[3]
- вулиці — Вукоберська